# Brasserie des Fagnes
Pour les articles homonymes, voir Fagne.
 (avril 2021).
Si vous disposez d'ouvrages ou d'articles de référence ou si vous connaissez des sites web de qualité traitant du thème abordé ici, merci de compléter l'article en donnant les références utiles à sa vérifiabilité et en les liant à la section « Notes et références ».

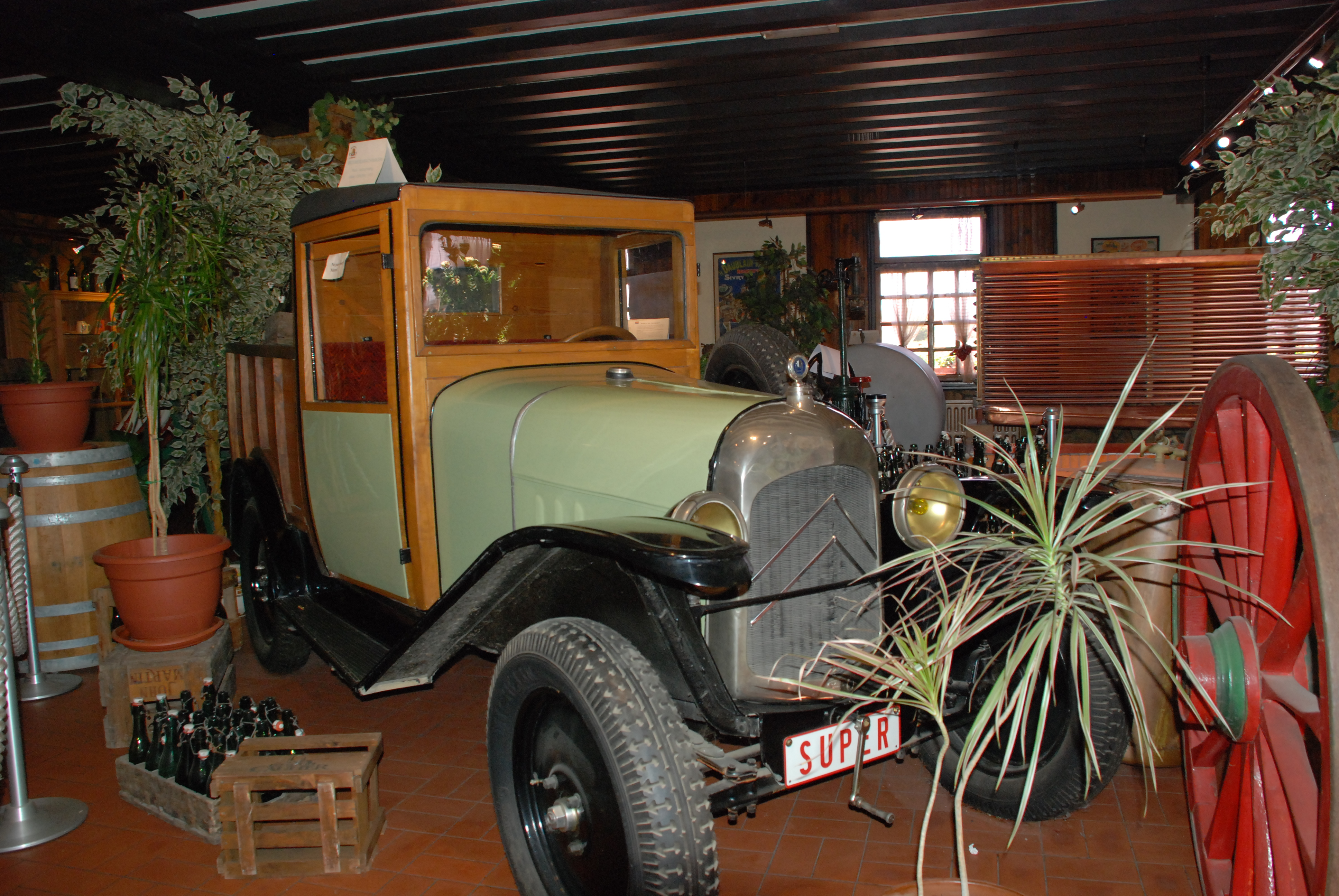
Camion Brasseur de 1924

La brasserie des Fagnes est une brasserie belge située à Mariembourg, dans la commune de Couvin. Elle brasse entre autres la bière "Fagnes".
La brasserie produit chaque année une cinquantaine de bières différentes. Des bières classiques et des bières de saison qui sont en général plus fruitées au printemps, légères et rafraîchissantes en été, plutôt ambrées dès l'automne avec plus de corps et de goût et plus alcoolisées en hiver avec une tendance vers des brunes fortes.

## Liste des bières brassées
- La Fagnes se décline en cinq variétés :
  - Fagnes Blonde (7.5°)
  - Fagnes Brune (7.5°)
  - Fagnes Triple (9°)
  - Fagnes Griottes (4.8°)
  - Fagnes Noël (8.5°)
- Brassins spéciaux disponibles en série limitée :
  - Fagnes Fruits des Bois (6.5°)
  - Fagnes Quatre Céréales (7.5°), une bière blonde ambrée
  - Fagnes Blanche (6°)
- Il existe deux bières dans la gamme Cuvée :
  - Cuvée Constant (8°)
  - Cuvée Junior (0.5°), une bière pour les plus jeunes, aux arômes de caramel et de coca.

La brasserie produit aussi de nombreuses bières à façon parmi lesquelles :
- 1815,	(7°), une bière commémorant la Bataille de Waterloo.
- La Chevetogne , une bière brassée pour le Domaine Provincial de Chevetogne.
- Aphrodite (7.5°) , une bière à base de miel et de gelée royale, réalisée pour le compte des Vergers et Ruchers Mosans de Dinant.
- Dorée du Mont des Frènes blonde et brune brassée pour l'ASBL Les Avettes du Mont des Frènes de Fernelmont.
- Namurette blonde et brune brassée pour la Confrérie du Pécket du D'Jo de Namur.
- La Godiassoise (6.5°), une bière aux fraises brassée pour la ferme de Godiassau à Gerpinnes.

## Musée - Brasserie Moderne
L'ancienne brasserie Degauquier de Chimay datant de 1858 se trouve à l'entrée de la brasserie dans un parfait état de conservation. La brasserie Degauquier fut en activité jusqu'en 1977.